# 셀레타르 공항

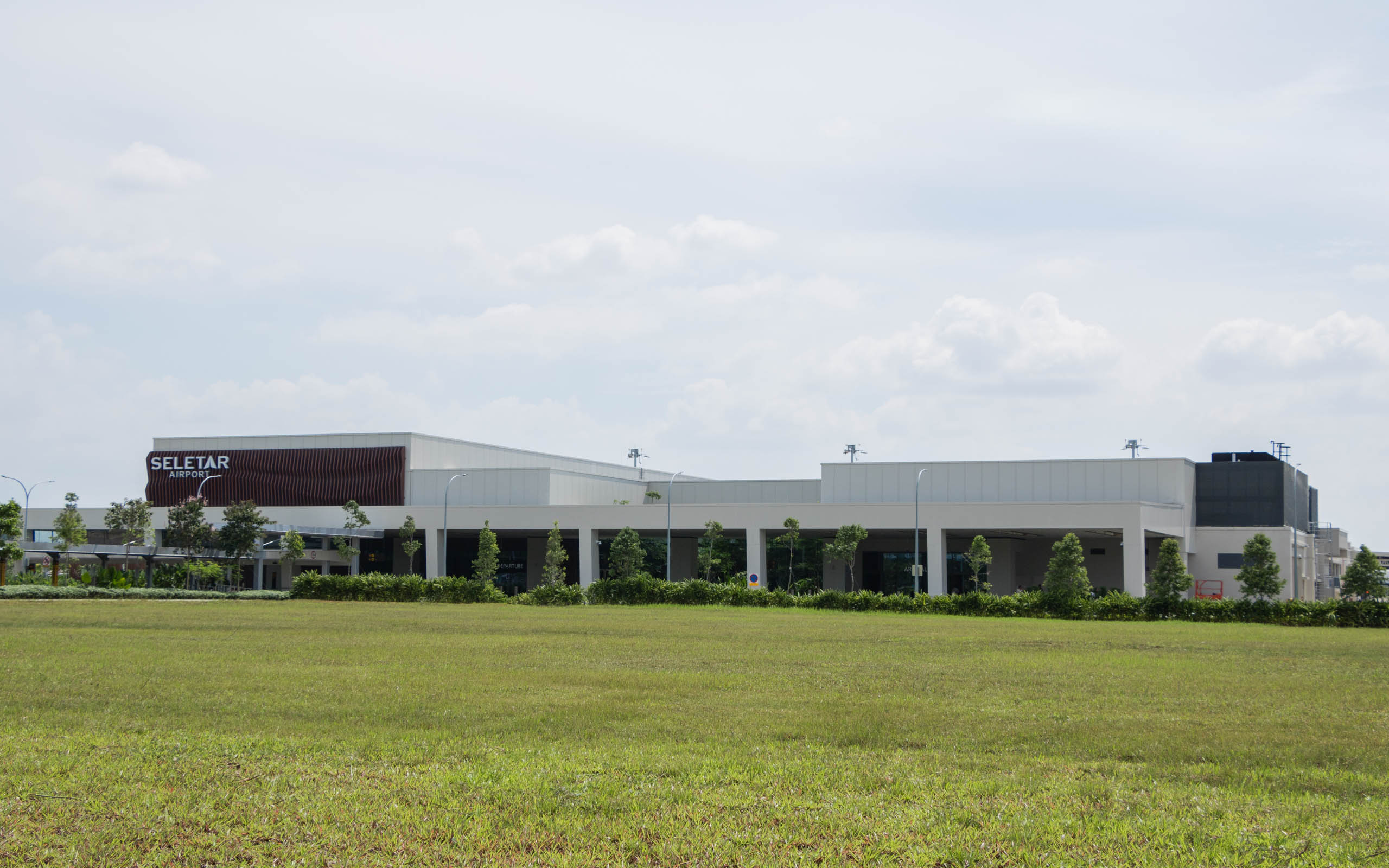

셀레타르 공항(Seletar Airport, IATA: XSP, ICAO: WSSL)은 싱가포르 북동부 지역에 위치한 민간 국제공항이다. 이곳은 국가의 주요 공항인 창이 공항에서 북서쪽으로 약 16km(9.9마일), 주요 상업 도심에서 북쪽으로 약 16km(9.9마일) 떨어져 있다.
이 비행장은 원래 1928년 영국 왕립 공군(RAF)의 군사 공군 기지인 RAF 셀레타(RAF Seletar)로 개장되었다. 기지는 1971년에 싱가포르로 반환되었다. 싱가포르 정부는 오늘날 셀레타르 에어로스페이스 파크(Seletar Aerospace Park)로 알려진 산업 항공 허브로서 싱가포르의 지위를 확장하려는 계획을 위해 셀레타르 공항과 주변 지역을 운영 비행장으로 사용할 계획이었다.
오늘날 셀레타르 공항은 주로 터보프롭 항공기와 소형 민간 및 비즈니스 제트기, 항공기를 운항하고 있다. 제트기로 구성된 항공교통량이 많은 창이공항의 부하를 줄이기 위해 터보프롭 항공기의 싱가포르 2차 목적지 역할을 하는 데 도움이 된다. 그럼에도 불구하고 공항의 활주로는 에어버스 A320 패밀리와 같은 제트 항공기를 처리할 수 있다(그러나 완전 이륙 부하에서는 불가능). 활주로 지정은 03/21이며, 실제 활주로 지상의 정확한 방향은 033° / 213°이다.

## 같이 보기
- 싱가포르 전략
- 싱가포르 전투
- 싱가포르 창이 공항